# Conférence de Moscou (1941)
Pour les articles homonymes, voir Conférence de Moscou (homonymie).
La première conférence de Moscou de la Seconde Guerre mondiale eut lieu du 29 septembre au 1er octobre 1941.
Averell Harriman représenant les États-Unis et Lord Beaverbrook représentant le Royaume-Uni rencontrèrent Joseph Staline de l'Union soviétique pour l'assurer de soutien des alliés contre l'Allemagne.